# Park Hills (Kentucky)
Park Hills és una població dels Estats Units a l'estat de Kentucky. Segons el cens del 2000 tenia 2.977 habitants.

## Demografia
Segons el cens del 2000, Park Hills tenia 2.977 habitants, 1.382 habitatges, i 725 famílies. La densitat de població era de 1.473,6 habitants/km².
Dels 1.382 habitatges en un 24,7% hi vivien nens de menys de 18 anys, en un 40,4% hi vivien parelles casades, en un 9% dones solteres, i en un 47,5% no eren unitats familiars. En el 40,3% dels habitatges hi vivien persones soles el 9,7% de les quals corresponia a persones de 65 anys o més que vivien soles. El nombre mitjà de persones vivint en cada habitatge era de 2,08 i el nombre mitjà de persones que vivien en cada família era de 2,85.
Per edats la població es repartia de la següent manera: un 19,9% tenia menys de 18 anys, un 9,1% entre 18 i 24, un 33,2% entre 25 i 44, un 23,3% de 45 a 60 i un 14,5% 65 anys o més.
L'edat mediana era de 37 anys. Per cada 100 dones de 18 o més anys hi havia 87,1 homes.
La renda mediana per habitatge era de 42.227 $ i la renda mediana per família de 65.833 $. Els homes tenien una renda mediana de 39.450 $ mentre que les dones 31.719 $. La renda per capita de la població era de 29.486 $. Entorn del 2,8% de les famílies i el 5,3% de la població estaven per davall del llindar de pobresa.

## Poblacions més properes
El següent diagrama mostra les poblacions més properes.